# Vriesea fosteriana
Vriesea fosteriana é uma espécie de planta do gênero Vriesea e da família Bromeliaceae.

## Taxonomia
A espécie foi descrita em 1943 por Lyman Bradford Smith.
O seguinte sinônimo já foi catalogado:  
- Vriesea fosteriana seideliana  Reitz

## Forma de vida
É uma espécie rupícola, terrícola e herbácea.

## Descrição
| Caule                                 | Caule                    |
| ------------------------------------- | ------------------------ |
| propagação vegetativa                 | por broto lateral        |
| Folha                                 |                          |
| roseta                                | infundibuliforme         |
| forma da lâmina                       | linear/estreito oblonga  |
| largura da lâmina                     | mais de 5 centímetros    |
| ápice da lâmina                       | acuminado/obtuso         |
| maculada no ápice                     | sim                      |
| Inflorescência                        |                          |
| tipo de ramificação                   | simples                  |
| posição                               | ereta                    |
| posição das flores na raque           | dística                  |
| posição das flores na antese          | patente/reflexa          |
| posição das flor                      | não secunda              |
| ápice das brácteas florais            | reto                     |
| carena das brácteas florais           | ausente                  |
| cor das brácteas florais              | verde/maculada           |
| Flor                                  |                          |
| forma da pétala                       | obovada                  |
| forma do apêndice da pétala           | agudo                    |
| cor da pétala                         | amarela                  |
| posição dos estames fauce da corola   | incluso                  |
| posição do pistilo e estame na antese | parte inferior da corola |

## Conservação
A espécie faz parte da Lista Vermelha das espécies ameaçadas do estado do Espírito Santo, no sudeste do Brasil. A lista foi publicada em 13 de junho de 2005 por intermédio do decreto estadual nº 1.499-R.

## Distribuição
A espécie é encontrada nos estados brasileiros de Espírito Santo e Rio de Janeiro.
Em termos ecológicos, é encontrada no domínio fitogeográfico de Mata Atlântica, em regiões com vegetação de floresta ombrófila pluvial e vegetação sobre afloramentos rochosos.